# Rhaphium palpale
Rhaphium palpale är en tvåvingeart som beskrevs av Charles Howard Curran 1926. Rhaphium palpale ingår i släktet Rhaphium och familjen styltflugor. Inga underarter finns listade i Catalogue of Life.